# Tama (Niger)
Tama este o comună rurală din departamentul Bouza, regiunea Tahoua, Niger, cu o populație de 36.223 de locuitori (2001).